# Поселенець
Поселенець — особа, яка прибула з іншого регіону країни, іншої країни чи континенту, заснувала (у групі) поселення (чи міста) у слаборозвинених, малонаселених чи незаселених районах, або захоплених у іншої країни чи власника військовими діями або у мирний спосіб (мирна угода, придбання). Поселенців також називали колоністами або піонерами.

## Відомі з історії поселенці

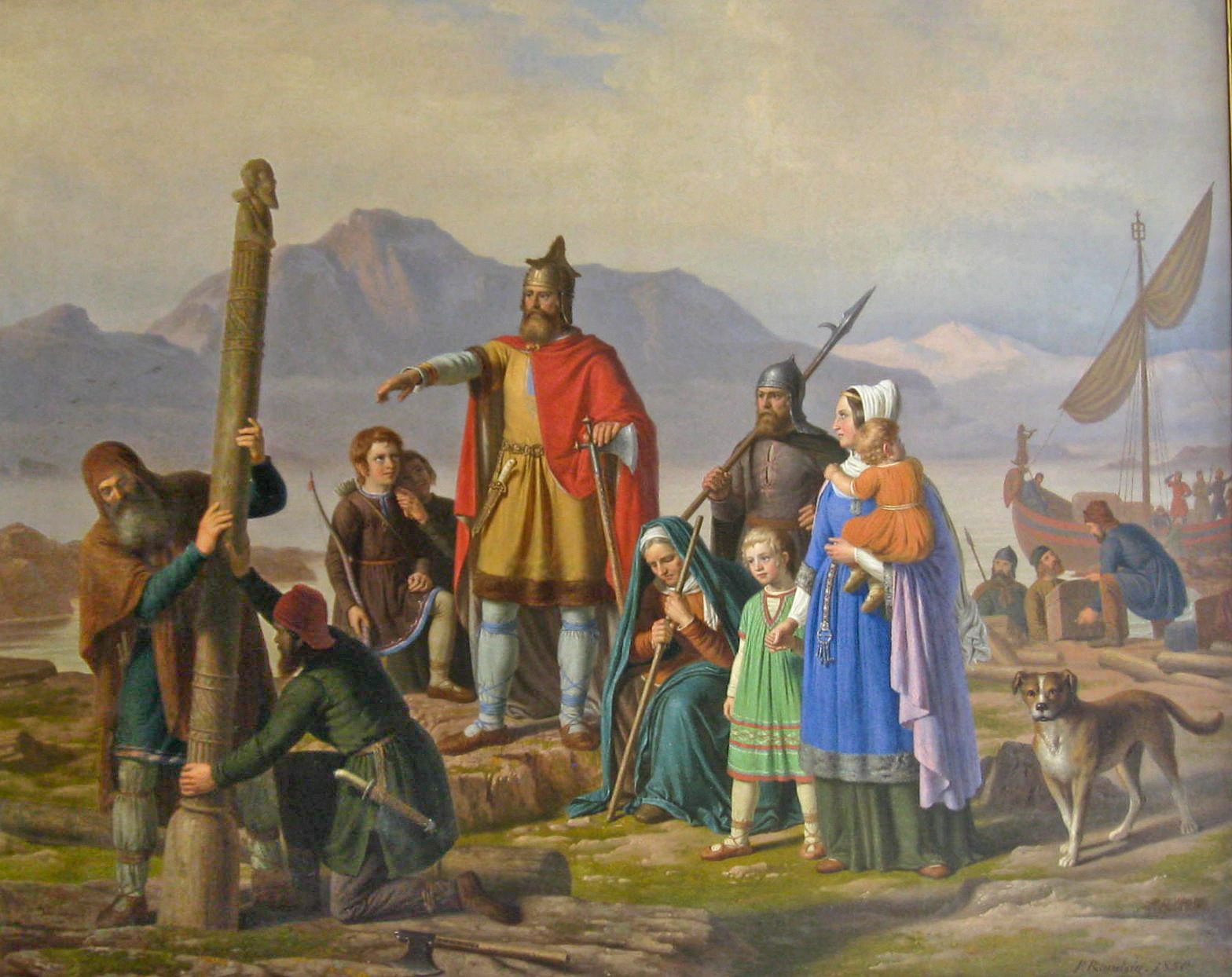
Зображення (1850) перших середньовічних поселенців, які прибувають до Ісландії

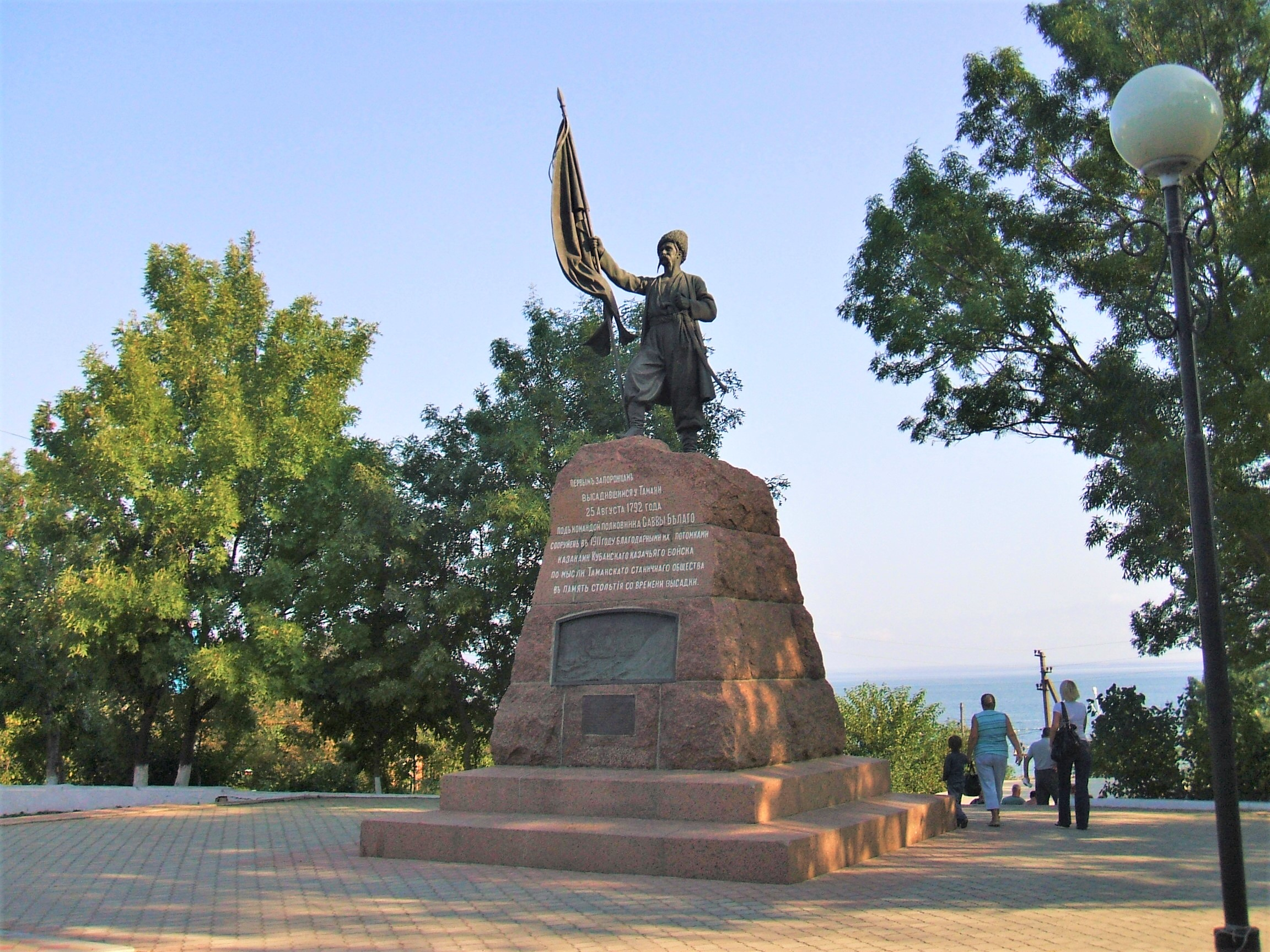
Пам'ятник запорожцям, що колонізували Кубань

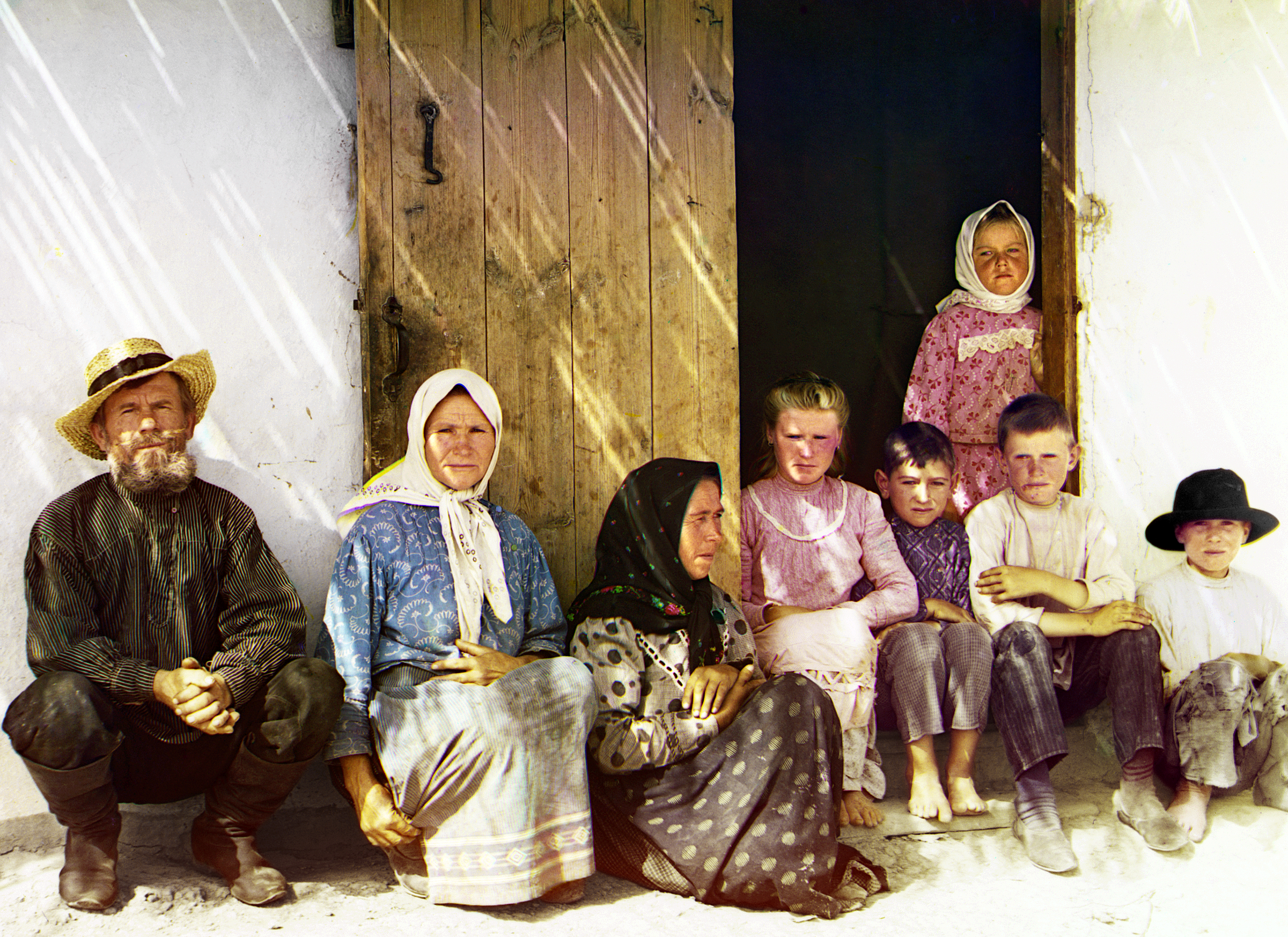
Сім'я російських поселенців на Кавказі, близько 1910 року

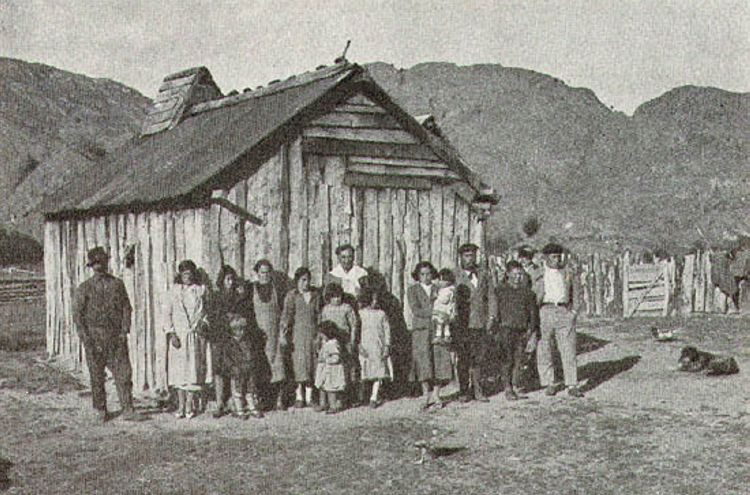
Чилійські поселенці в річці Бейкер, Патагонія, 1935 рік

- кочовики, які в період приблизно 20 000–65 000 років тому пробиралися з Південно-Східної Азії до Австралії (аборигени) або з Північно-Східної Азії через сухопутний міст у районі сучасної Берингової протоки до Америки (індіанці);
- Полінезійці, які між 1500—1000 роками до н. завдяки своїм навичкам мореплавства поступово заселили величезні території Тихого океану;
- грецькі поселенці, які у період Великої колонізації (8–6 століття до н. е.) засновують колонії на замовлення грецьких міст-держав;
- німецькі поселенці, які в середні віки на запрошення чеських, польських, угорських, сілезьких чи поморських володарів і за розпорядженням засновника на підставі локаційного привілею феодала засновували села та міста, так, скажімо, трансільванські сакси оселилися в Трансільванії;
- християнські поселенці, найчастіше лицарі-монахи, які завоювали території, населені язичницькими племенами, під приводом пропаганди християнства (християнізації), наприклад, земель прусів та ятвягів з територій пізнішої Східної Пруссії, деяких польських і литовських земель, сучасної Латвії та Естонії Тевтонським орденом,
- волоські поселенці в районі Карпат;
- сибірські поселенці, спочатку новгородські купці та козаки з Великого князівства Московського, колонізуючи Сибір, у XIX столітті частою фігурою поселенців були вимушені вигнанці або каторжани;
- європейські поселенці, які колонізували Америку з моменту її відкриття в 1492 році, включаючи колоністів:
  - іспанців, що населяють Південну і Північну Америку,
  - французів, серед інших в Канаді (Нова Франція);
  - англійці, серед інших в Північній Америці;
  - португальців в Бразилії;
  - голландців, які в першій половині XVII століття колонізували Нові Нідерланди (навколо Нового Амстердама від імені ГОІ) і Нідерландські Антильські острови;
  - шведська та фінська на річці Делавер.
- примусові поселенці, в'язні з Англії, Шотландії та Вельсу, відправлені з 1787 року для відбування покарання в Австралії та Новій Зеландії, більшість з яких після відбуття покарання осіли там назавжди;
- Йосифинські колоністи, поселенці цісаря Йосифа ІІ наприкінці XVIII століття в Галичині;
- фредеріціанські колоністи, німецькомовні, зазвичай євангельські поселенці, поселені королем Пруссії Фрідріхом II у другій половині XVIII століття в Сілезії;
- американські поселенці, що колонізували американський Дикий Захід у XVIII і XIX століттях;
- Єврейські поселенці в Палестині;
- військові осадники в Польщі: у міжвоєнний період на східних кресах і в завершальний період або після закінчення Другої світової війни на повернених територіях.

## Комп'ютерні ігри
Поселенці також фігурують у багатьох стратегічних комп'ютерних іграх із розбудови цивілізації та іграх -пісочницях, таких як Minecraft.